# Anssi Jaakkola
Anssi Jaakkola (Kemi, 13 maart 1987) is een Fins voetballer die als doelman speelt. In 2013 verruilde hij Kilmarnock FC voor het Zuid-Afrikaanse Ajax Cape Town. In 2011 debuteerde hij in het Fins voetbalelftal.

## Interlandcarrière
Op 7 juni 2011 maakte Jaakkola zijn debuut voor het Fins voetbalelftal. In de met 5–0 verloren wedstrijd tegen Zweden speelde hij de volledige wedstrijd.
| Interlands van Anssi Jaakkola voor Finland | Interlands van Anssi Jaakkola voor Finland | Interlands van Anssi Jaakkola voor Finland | Interlands van Anssi Jaakkola voor Finland | Interlands van Anssi Jaakkola voor Finland | Interlands van Anssi Jaakkola voor Finland |
| №                                          | Datum                                      | Wedstrijd                                  | Uitslag                                    | Competitie                                 | Goals                                      |
| Als speler van Kilmarnock FC               | Als speler van Kilmarnock FC               | Als speler van Kilmarnock FC               | Als speler van Kilmarnock FC               | Als speler van Kilmarnock FC               | Als speler van Kilmarnock FC               |
| ------------------------------------------ | ------------------------------------------ | ------------------------------------------ | ------------------------------------------ | ------------------------------------------ | ------------------------------------------ |
| 1                                          | 7 juni 2011                                | Zweden – Finland                           | 5 – 0                                      | EK 2012 (kwalificatie)                     | 1                                          |

Bijgewerkt op 4 juni 2015